# William Lawvere

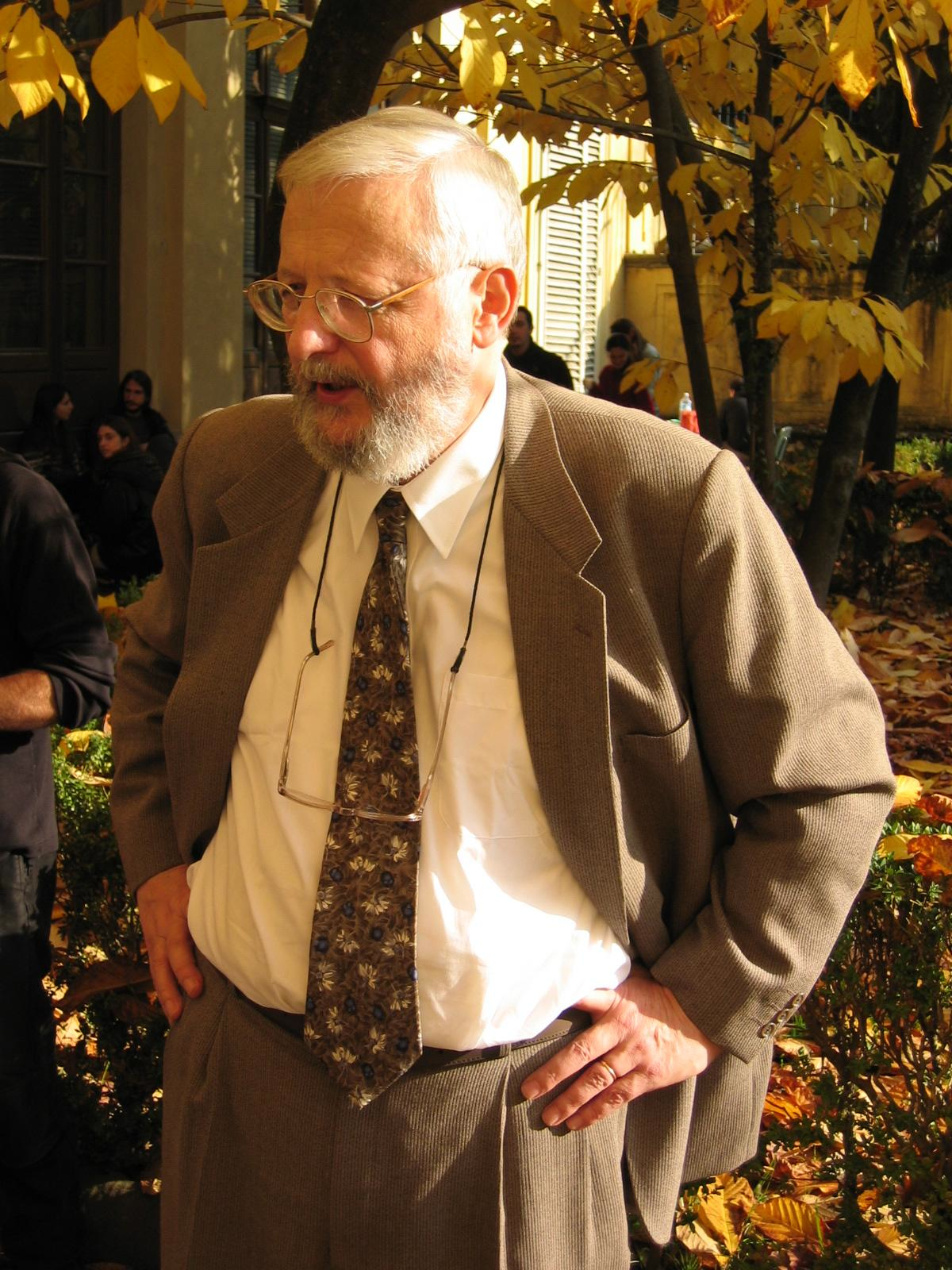

Francis William Lawvere (Muncie (Indiana), 9 februari 1937 – Chapel Hill (North Carolina), 23 januari 2023) was een Amerikaans wiskundige. Hij is bekend voor zijn werk op het gebied van de categorietheorie, topostheorie en de filosofie van de wiskunde.
Hij overleed na een langdurig ziekte op 85-jarige leeftijd.

## Geselecteerde boeken
- 1997 Conceptual Mathematics: A First Introduction to Categories (met Stephen H. Schanuel). Cambridge Uni. Press. ISBN 0-521-47817-0
- 2003 (2002) Sets for Mathematics (Verzamelingen voor wiskundigen) (met Robert Rosebrugh). Cambridge Uni. Press. ISBN 0-521-01060-8